# Joe Locke (actor)
Joseph William Locke (Douglas; 24 de septiembre de 2003) es un actor británico de la Isla de Man, conocido por su papel protagónico como Charlie Spring en la serie de Netflix Heartstopper.

## Vida y carrera
Locke nació en Douglas, Isla de Man. Asistió a la Secundaria Ballakermeen. Participó en el 2020 del National Theatre Connections, así como producciones en el Teatro Gaiety y con el grupo de juventud del Centro de Arte Kensington. Locke ha hablado sobre sus experiencias siendo un chico gay en la Isla de Man y su parecido con la historia de Charlie.
En abril de 2021, se anunció que Locke haría su debut en la televisión interpretando a Charlie Spring, siendo protagonista principal en la serie de televisión de Netflix Heartstopper, una adaptación del web cómic y novela gráfica del mismo nombre escritos por Alice Oseman. Fue escogido entre otros 10 000 actores que se presentaron para el papel. Aunque Locke tenía 17 años en el momento del rodaje, su personaje es un joven de 14-15 años que asiste a una grammar school británica.

## Filmografía

### Televisión
| Año           | Título                                              | Papel                                         | Notas           |
| ------------- | --------------------------------------------------- | --------------------------------------------- | --------------- |
| 2022-presente | Heartstopper                                        | Charlie Spring                                | Papel principal |
| 2024          | The Great Celebrity Bake Off for Stand Up To Cancer | Él mismo / Participante                       | 1 episodio      |
| 2024          | Agatha All Along                                    | William Kaplan / Billy Maximoff / Adolescente | Papel principal |

### Teatro
| Año  | Título                                         | Papel       | Lugar                           | Ref.   |
| ---- | ---------------------------------------------- | ----------- | ------------------------------- | ------ |
| 2022 | The Trials                                     | Noah        | Donmar Warehouse                | [ 13 ] |
| 2024 | Sweeney Todd: The Demon Barber of Fleet Street | Tobias Ragg | Lunt-Fontanne Theatre, Broadway | [ 14 ] |

## Premios y nominaciones
| Año  | Premio                          | Categoría                                                                               | Trabajo nominado              | Resultado | Ref.   |
| ---- | ------------------------------- | --------------------------------------------------------------------------------------- | ----------------------------- | --------- | ------ |
| 2022 | National Television Awards      | Estrella en ascenso                                                                     | Charlie Spring (Heartstopper) | Nominado  | [ 15 ] |
| 2022 | Children's & Family Emmy Awards | Desempeño líder sobresaliente en un programa preescolar, para niños o para adolescentes | Charlie Spring (Heartstopper) | Nominado  |        |
| 2022 | GQ British                      | Hombre del año                                                                          | Joe Locke (El mismo)          | Ganador   |        |
| 2023 | Whatsonstage Awards             | Mejor actuación de debut profesional                                                    | Noah (The Trials)             | Ganador   |        |
| 2023 | Queertie                        | Mejor actuación en la TV                                                                | Charlie (Heartstopper)        | Ganador   |        |